# London, Brighton and South Coast Railway

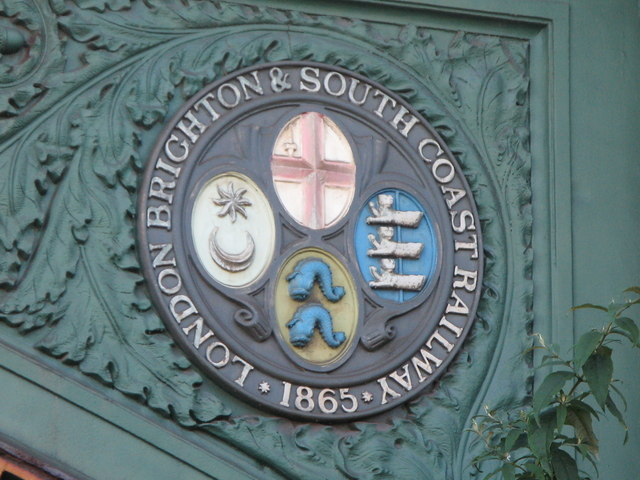
Placa na ponte ferroviária (oeste) sobre Battersea Park Road, SW8

A London, Brighton and South Coast Railway foi uma linha de comboios que serviu parte de Inglaterra. Através destas linhas de railway, que serviu a capital Londrina, nasceu o Metro de Londres.